# Astrid Plank
Astrid Plank (Vipiteno, 30 giugno 1971) è un'ex sciatrice alpina italiana.

## Biografia
Slalomista pura originaria di Val di Vizze, la Plank ottenne il primo piazzamento in Coppa del Mondo il 14 gennaio 1992 a Hinterstoder (15ª) e ai successivi XVI Giochi olimpici invernali di Albertville 1992, sua unica presenza olimpica, non completò la prova; ottenne il miglior piazzamento in Coppa del Mondo il 6 dicembre 1992 a Steamboat Springs (8ª) e ai Mondiali di Sierra Nevada 1996, sua unica presenza iridata, non completò la prova. Prese per l'ultima volta il via in Coppa del Mondo il 1º marzo 1998 a Saalbach-Hinterglemm, senza completare la prova, e si ritirò al termine della stagione 1997-1998; la sua ultima gara fu lo slalom gigante dei Campionati italiani 1998, disputato il 25 marzo a Falcade/Passo San Pellegrino e chiuso dalla Plank al 23º posto.

## Palmarès

### Coppa del Mondo
- Miglior piazzamento in classifica generale: 48ª nel 1996

### Coppa Europa
- Miglior piazzamento in classifica generale: 8ª nel 1992